# Jean-Aimable Trupel
Jean-Aimable Trupel, né le 12 janvier 1771 à Yvetot et mort le 14 mai 1850 à Rouen, est un militaire français.

## Biographie
Forgeron de formation, il s'engage dans l'armée en 1791 comme simple soldat au régiment de Béarn et finit sa carrière en tant que colonel de l'armée impériale, baron d'Empire, commandeur de la Légion d'honneur, chevalier de Saint-Louis. Il a participé à de nombreuses batailles du Premier Empire dont Wagram, Borissov, Leipzig, Waterloo et a subi de multiples blessures. Les soldats impériaux disaient d'ailleurs : « brave comme Trupel ».
Il est mis à la retraite en 1822. Il meurt d'une longue maladie à son domicile, au no 8 petite rue de l'Avalasse, et ses obsèques sont célébrées dans l'église Saint-Romain de Rouen. Il est inhumé au cimetière monumental de Rouen où un monument, toujours existant à ce jour, lui est dédié,,.

## Distinctions
- Chevalier de l'ordre royal et militaire de Saint-Louis (6 août 1814)
- Commandeur de la Légion d'honneur (1849)[4]. Officier en 1810.